# Drahtzug (Harzgerode)

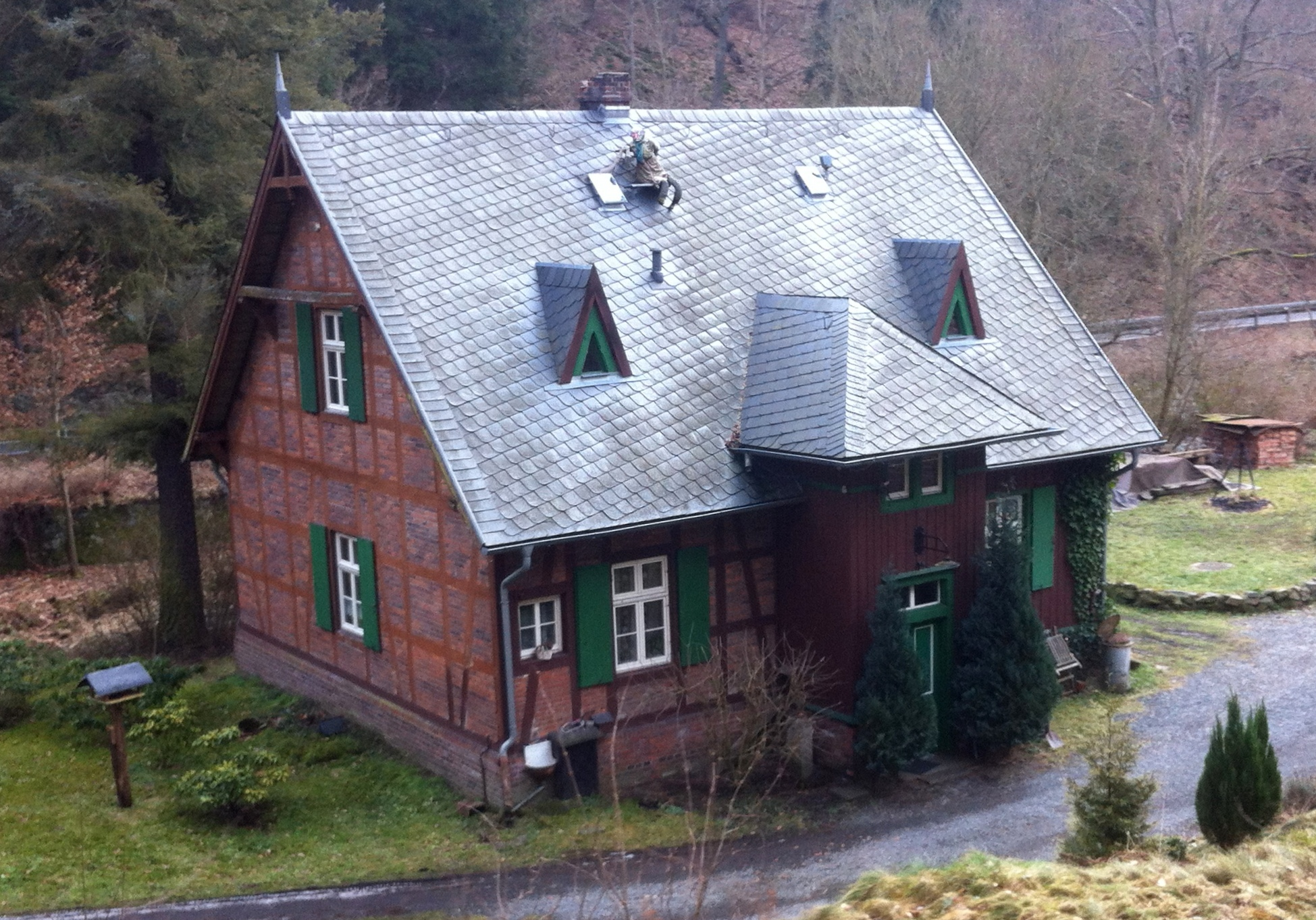
Forsthaus Drahtzug

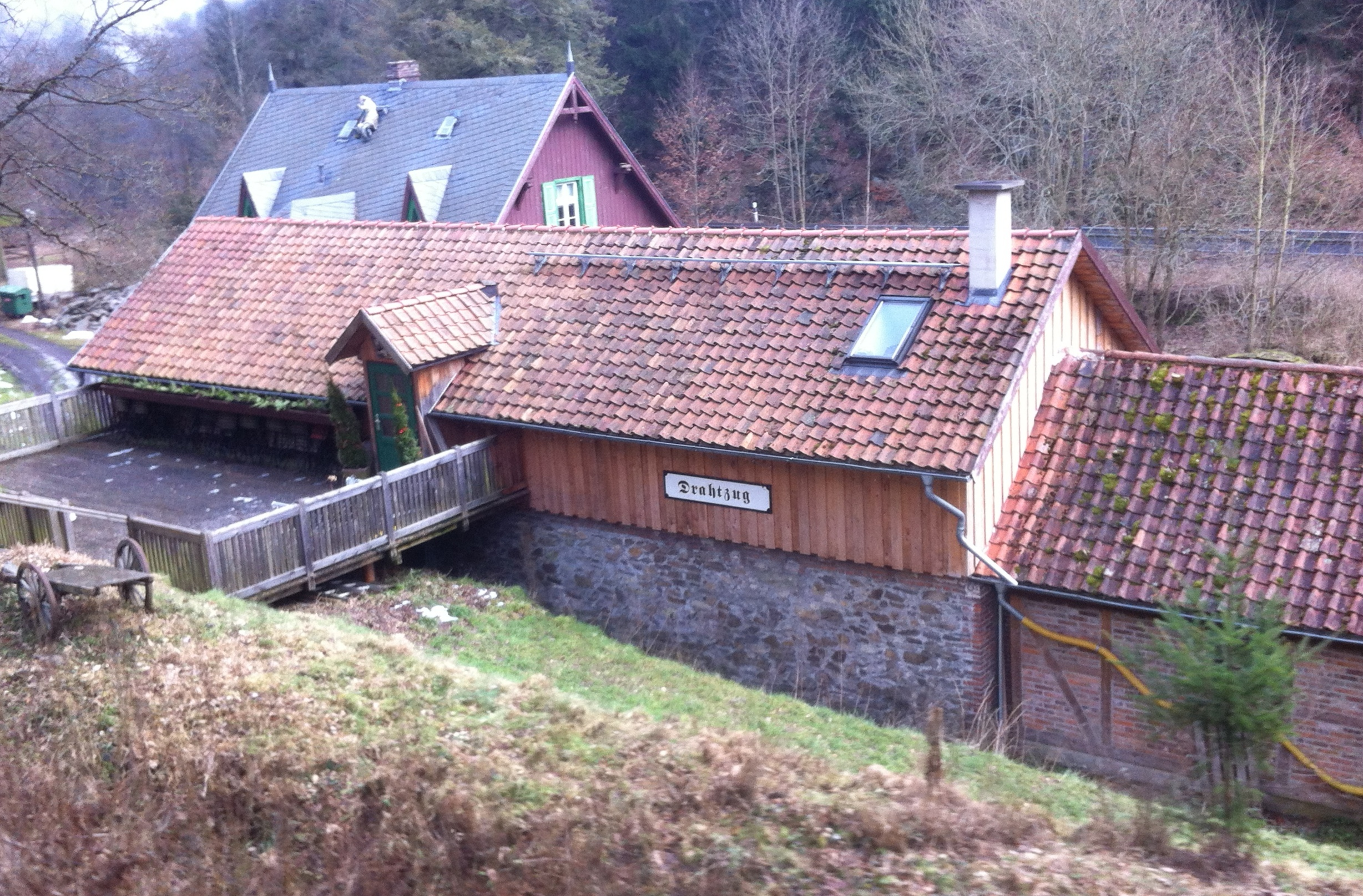
Nebengebäude

Drahtzug ist ein Ortsteil von Mägdesprung, das seinerseits als Ortsteil zur Stadt Harzgerode im sachsen-anhaltischen Landkreis Harz gehört. Darüber hinaus ist es als Revierförsterei im örtlichen Denkmalverzeichnis eingetragen.

## Lage
Drahtzug liegt im schmalen Selketal im Harz am linken Ufer der Selke und besteht aus nur wenigen Gebäuden. Unmittelbar westlich der Ortslage verfäuft die Selketalbahn, die in Drahtzug auch einen Bedarfshalt unterhält. Östlich des Orts, am rechten Ufer der Selke, verläuft die Bundesstraße 185 vom nördlich in etwa zwei Kilometer Entfernung gelegenen Mägdesprung nach Süden in Richtung Alexisbad. Etwas weiter östlich liegt der kleine Ort Stahlhammer. Bei Drahtzug führt die historische Julienbrücke über die Selke.

## Geschichte
Im Jahr 1769 wurde das Hüttenwerk Mägdesprung erweitert. Unter anderem wurde an der Stelle des heutigen Drahtzugs das Neue Werk gegründet. Andere Angaben nennen das Jahr 1764. Unter Nutzung der Wasserkraft der Selke wurde hier nun eine Blankschmiede, eine Rohrschmiede, ein Schleifwerk sowie drei Frischhämmer betrieben. 1787 wurde dann eine Drahtzieherei eingerichtet, auf die der Name der Ortschaft zurückgeht. In der Drahtzieherei bestand das mit einem Durchmesser von etwa 4,50 Metern größte Wasserrad des Mägdesprunger Hüttenwerks. Es wurden 36 Sorten Draht hergestellt. Anfang des 19. Jahrhunderts wurden Teile der Anlage jedoch bereits nicht mehr genutzt. Im Jahr 1842 wurde die Drahtzieherei ganz geschlossen und 1845 abgerissen.
Es wurde dann später das Forsthaus Drahtzug errichtet. In einem Kaufvertrag aus dem Jahr 1880 über das Hüttenwerk Mägdesprung wird auch der Drahtzug mit allen Gebäuden, Gärten und Äckern aufgeführt, so dass zu diesem Zeitpunkt eine Bebauung vorhanden war. Im Vertrag war auch geregelt, dass das Wohnhaus dem Fiskus des Landes Anhalt kostenlos zu Post- und Forstzwecken zur Verfügung gestellt werden muss.
Das heute vorhandene, denkmalgeschützte Wohnhaus sowie das größere Nebengebäude entstand in den Jahren 1881/82. Die Nutzung als Forsthaus dauerte bis 1993 an. Nachdem der langjährig im Haus lebende Revierförster ausgezogen war, stand das Gebäude leer. Am 13. April 1994 wurde das Untergeschoss des Gebäudes und das gesamte Areal bei einem Hochwasser der Selke überflutet. Die Schäden an den Gebäuden waren gering, die denkmalgeschützte Julienbrücke wurde jedoch stärker beschädigt.
Das Forsthaus und die Nebengebäude wurde dann zunächst nur noch sporadisch für Zwecke der Forstwirtschaft genutzt. Das Gebäude blieb bis zum Jahr 2000 unbewohnt. Das Land Sachsen-Anhalt verkaufte das Anwesen. Auf dem Grundstück wurde das Scheunen-Café am Drahtzug eingerichtet. Inzwischen ist dieses geschlossen. Der neue Inhaber betreibt hier nun einen Stell- und Campingplatz und eine Eventscheune.

## Gebäude
Das denkmalgeschützte Forsthaus ist in Fachwerkbauweise errichtet. Die Gefache sind ausgemauert. Zeitweise bestand eine für den Harz typische Gestaltung der Fassade durch Verschalung. Südlich des Forsthauses befinden sich eingeschossige, ebenfalls in Fachwerkbauweise errichtete Nebengebäude. Sie stammen noch aus dem 18. Jahrhundert und somit aus der Zeit der Drahtzieherei und dienten als Werkstattbau. Weitere Nebengebäude gehen auf das 19. Jahrhundert zurück und sind als Fachwerk- bzw. Ziegelrohbau ausgeführt. 
Am Westhang befinden sich Reste von Bergbauanlagen. Darüber hinaus besteht ein mit einer Einfassung aus Schiefer versehener Kunstgraben.